# Katali
Katali (latinsko Catali) so bili pleme severnojadranskih Venetov. Poseljevali so severovzhod Italije na približnem območju današnje Benečije.  Katale se včasih zamenjuje za Ilire.
Katale omenja že Plinij. Naseljeni so bili na področju današnje Istre, najverjetneje jugovzhodno od Tergesta (današnji Trst), kar je izpričano z nagrobnimi napisi, ki dokazujejo, da so bili v času cesarja Avgusta upravno dodeljeni temu mestu.